# Великий вибух (роман)
Великий вибух (англ. The Great Explosion) — науково-фантастичний роман британського письменника-фантаста Еріка Френка Рассела. Вперше надрукована в американському видавництві Dodd, Mead and Company в 1962 році. Роман складається з прологу і дванадцяти розділів. Твір написаний на основі власної гумористичної повісті «І не залишилося нікого...» («And Then There Were None», 1951). Повість включена в роман практично без змін — з середини 7-го розділу і до кінця 12-го.
Роман перекладено італійською, російською, французькою, німецькою, нідерландською та польською мовами.
Лауреат премії «Прометей» у номінації «Зал слави» (1985).

## Основні відомості
В романі розповідається про подорожі імперців-землян далекими планетами з чудернацьким соціальним устроєм.
...Колись, на зорі космічних подорожей, хвилі великої колонізації рушили у безмір Всесвіту; зазвичай, туди вирушали різного роду дисиденти, примусово висилалися також особливо небезпечні злочинці. Весь цей період активної міграції було названо «Великим вибухом». І от, коли Земля, нарешті справилася з внутрішніми проблемами, вона згадала про далекі планети, які за цей час, напевно, обжили колоністи. Людські і природні ресурси не могли не привернути уваги імперії.
Найцікавіша соціальна модель, напевно, зображена на четвертій планеті. Це практичний анархізм з наявністю невеликих міст та обмеженим застосуванням технології (хоча заводська промисловість є в локальних масштабах). Функцію грошей відіграють так звані «зоби» — усні зобов'язання. Зоби отримуються таким чином: сьогодні я допоміг тобі відремонтувати паркан, і в тебе є один зоб на мене. Пізніше ти можеш, наприклад, скористатися моїм трактором, тоді зоб вважатиметься закритим. Зоб можна передавати на іншу людину. Все тримається на довірі. При взаємодії з землянами, які привезли на планету старі порядки, місцеві анархісти використовують найстрашнішу «зброю», яка зашифрована в формулі «Свобода: ні і крапка». Це шлях мирного спротиву, аналогічний «сатьяграха» Махатми Ганді. Мешканці недаремно називають себе «гандами», а землян — «антигандами».

## Вплив
Очевидно, даний роман був знайомий іншому британському фантасту Джеймсу П. Хоґану. Принаймні, про це свідчать численні паралелі з його власним романом «Набіг з минулого»: космічний корабель з екіпажем — зрізом суспільства землян; військовий підрозділ, що поступово переходить на бік анархістів; спроби створити плацдарм на далекій планеті; методи протистояння землянам місцевого населення і т. ін. Хоґанів роман не містив гумористичного забарвлення, а його анархічне суспільство вийшло більш продуманішим, технічно успішнішим.

## Обрані видання та переклади
- Eric Frank Russell. The Great Explosion. — New York: Dodd, Mead and Company, 1962. — 187 p. — (A Torquil Book).(англ.)
- Eric Frank Russell. The Great Explosion / Cover art by Chris Foss. — New York: Equinox, 1975. — 160 p. — (SF Rediscovery). — ISBN 0-380-00316-3, ISBN 978-0-380-00316-7.(англ.)
- Eric Frank Russell, Galassia che vai, Hilja Brinis, copertina di Karel Thole, Urania n°299, Arnoldo Mondadori Editore, 1963, p. 168.(італ.)
- Eric Frank Russell, Galassia che vai, Hilja Brinis, copertina di Karel Thole, Urania n°613, Arnoldo Mondadori Editore, 1973, p. 158.(італ.)
- Eric Frank Russell, Galassia che vai, in Millemondinverno 1978: 2 romanzi e 7 racconti di Eric Frank Russell, traduzione di Hilia Brinis, copertina di Karel Thole, Millemondi n°14, Arnoldo Mondadori Editore, 1978, p. 396.(італ.)
- Eric Frank Russell. Galassia che vai / Traduzione H. Brinis; Illustrazione di copertina di Karel Thole. — Arnoldo Mondadori Editore, 1984. — 156 p. — (Classici Urania).(італ.)
- Eric Frank Russell, Galassia che vai, traduzione di Hilia Brinis, copertina di Franco Brambilla, Urania Collezione n°25, Arnoldo Mondadori Editore, 2005, p. 218.(італ.)

### Самвидав
- Эрик Фрэнк Рассел. Великий взрыв (первые семь глав романа, перевод А. Бурцева) // Эрик Фрэнк Рассел. Великий взрыв. — Иркутск: БААКФ, 2015. — С. 5-92.(рос.)
- Эрик Фрэнк Рассел. Великий взрыв (роман, перевод А. Бурцева) // Эрик Фрэнк Рассел. Великий взрыв. — М.: Возрождение, 2018. — С. 7-123.(рос.)